# Parotocinclus longirostris
Parotocinclus longirostris is een straalvinnige vissensoort uit de familie van de harnasmeervallen (Loricariidae). De wetenschappelijke naam van de soort is voor het eerst geldig gepubliceerd in 1988 door Garavello.